# Hypoponera ignigera
Hypoponera ignigera är en myrart som först beskrevs av Menozzi 1927.  Hypoponera ignigera ingår i släktet Hypoponera och familjen myror. Inga underarter finns listade i Catalogue of Life.